# みにくいモジカの子
『みにくいモジカの子』（みにくいモジカのこ）は、ニトロプラスより2018年7月27日に発売された18禁アドベンチャーゲーム。
近年のアダルトゲーム市場の縮小と衰退に伴い、この作品を最後にニトロプラスはアダルトゲーム製作を事実上、終了している。

## 用語解説
モジカ
人間の顔を見ると相手の思考が文字として現れるという特殊能力。相手の嘘を見破ったり情報を奪い取ることができる。捨の場合、彼自身が醜い容貌をしているため、たいていは故に彼に対する悪意が見えてしまう上、多人数を前にするとあまりにも大量の思考が入ってくるので、捨は普段はこの能力を使わず、下を向いて生活している。
樹望町（きぼうちょう）
山奥の狭隘な盆地にある地方都市。名だたる政治家・文化人の出身地であり、県内でも文化都市として栄えている。
しかし裏では、財政界の影響力が強い許斐氏、暴力団「九鬼組」を率いる九鬼氏、魂正神社を祀る花氏を中心とした閉鎖的な利権が渦巻いている。
私立樹望学園（しりつきぼうがくえん）
県内屈指の名門校。生徒の多くは寮生活であり、勉強漬けの日々を送っているため、受験ストレスを人一倍抱えている傾向があり、いじめなどの問題が慢性的に発生している。
九鬼組（くきぐみ）
樹望町の治安維持とタマサの売買で生計を立てる暴力団。金と暴力による存在感を持ち、許斐一族ともコネを持つ。
骰蹴（さいきっく）
樹望町に進出した半グレ集団。オレオレ詐欺や違法薬物などをシノギとしている。九鬼組とは敵対関係。
タマサ
綺羅々が陰で密売しているドラッグ。媚薬効果があるが、使い方によっては人格変容などの副作用が現れる。
正体はコンセイサマの体液の結晶。
コンセイサマ
声 - 大凶魔神天誅
魂正神社に祀られている御神体で、樹望町のシンボル的存在。毎年夏にはコンセイサマを称えたマグイ祭が執り行われる。
正体はかつて町に逃げ込んだ僧侶の陰茎の化身で、定期的に生贄を欲している。

## 登場人物

### 主人公
種崎 捨（たねざき すてる）
私立樹望学園3年C組。「絵にも書けない醜い容姿」の持ち主である上、内向的かつ陰気な性格をしており、それらが原因でクラスメイトのほぼ全員から惨を極めたいじめを受けている。実はモジカ能力の持ち主であり、いじめの一環としてみゆより偽の告白をされて絶望して以降、いじめの当事者らへの復讐を決意する。

### ヒロイン
双葉 みゆ（ふたば みゆ）
声 - 懸田毬絵
私立樹望学園3年C組。捨が想いを寄せる小柄な女子生徒。一見すると大人しく、捨に対しても気をかけているかのように装っているが、それは「捨が潰れたら自分がクラスで最下位になる」という理由でしかなく、心の中では忌み嫌っている。母親は水商売で、彼女自身も情報収集のために学園中の人間関係を観察し、ノートに詳細に記録している。
四月一日 胡頽子（つぼみ ぐみ）
声 - 水奈月ひなん
私立樹望学園3年D組。パソコンに詳しいオタク系の女子生徒。また、いわゆるキラキラネームと巨乳を持つ肥満気味の女性。プログラムやパソコンの知識に長け、学校指定のタブレットをハッキングするスキルを持つ。実は強い淫蕩さと自己顕示欲の持ち主で、顔を隠して「風流（ふうる）」というハンドルネームのネットアイドルとして活動している。
九鬼 綺羅々（くき きらら）
声 - あかしゆき
私立樹望学園3年C組。捨に対するいじめの中心人物である女子生徒。樹望町を仕切る暴力団「九鬼組」組長の一人娘で、どのような好き勝手も許される立場にいる。性格は残酷で高慢なようだが卑屈さもあり、心の底では「誰かに愛されたい」と強く願い、特に恋人の蜂矢に対しては盲信に近い想いを募らせている。
花 椿（はな つばき）
声 - 木村あやか
私立樹望学園3年B組。樹望町の中心に存在する魂正神社の巫女。白い髪の美少女で、捨が唯一心を読むことができない人間。正体は神社に祀られているコンセイサマの生贄であり、「カンヌキ」というモジカへの対抗能力を得ている。
許斐 鳴子（このみ なるこ）
声 - 桃井いちご
私立樹望学園3年A組。私立樹望学園の生徒会長。名誉学園長であり有名政治家でもある許斐永業の娘。容姿端麗かつ成績優秀であり、生徒だけでなく教師からも尊敬を集めるが、綺羅々のいじめを影で黙認する側面がある。実は捨と同じくモジカ能力を持ち、また自分の心中を偽りモジカを無効化することもできる。
笑子（えみこ）
樹望学園の全てを操り、綺羅々でさえ逆らうことのできない学園の真の支配者。ある出来事により、捨に対しタブレットでコンタクトを取るようになる。実は鳴子の裏の顔である。

### その他
蜂矢 秀道（はちや しゅうどう）
声 - 佐藤良樹
綺羅々の彼氏。通称「ビーくん」。千枚通しを持ち歩くチンピラで、実は九鬼組と敵対する「骰蹴」の一員。軽薄かつ冷酷非道な性格で、彼女の綺羅々に対しては便利な金ヅルおよび人質としか思っていない。一方、才覚や胆力のある相手には一目置く面もあり、ルートによっては自分を追い込んだ捨に関心を示す。
九鬼 鉄（くき くろがね）
声 - 伊達邦彦
暴力団「九鬼組」の組長。綺羅々の父親であるが、娘からは距離を置かれている。
許斐 永業（このみ えいごう）
声 - 畑山大雪山
私立樹望学園の園長であり有名政治家。鳴子の父親であるが、親子仲は険悪そのもの。

## 主題歌
オープニングテーマ「憐」
歌：ayumi / 作詞・作曲・編曲：ハタユウスケ
エンディングテーマ「空」
歌：ayumi / 作詞・作曲・編曲：ハタユウスケ

## 制作スタッフ
- 企画・シナリオ・ディレクター : 下倉バイオ
- 原画・キャラクターデザイン：はましま薫夫
- 音楽：ハタユウスケ (cruyff in the bedroom)